# Dolichopus dakotensis
Dolichopus dakotensis är en tvåvingeart som beskrevs av Aldrich 1893. Dolichopus dakotensis ingår i släktet Dolichopus och familjen styltflugor. Inga underarter finns listade i Catalogue of Life.